# Donkerveldmicroscopie

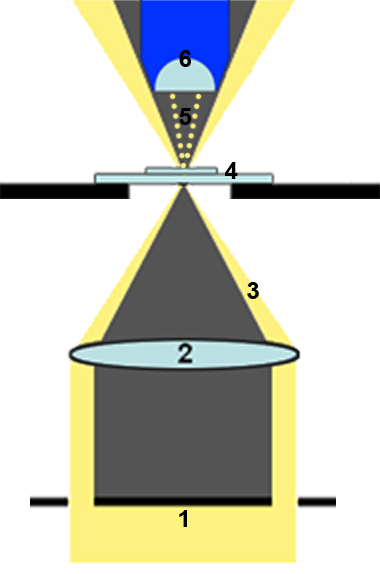
1 ringvormige stop
2 condensor
3 doorgaand licht
4 preparaat
5 van het preparaat verstrooid licht
6 objectief

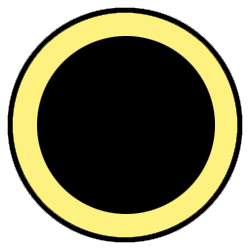
bovenaanzicht van de ringvormige stop

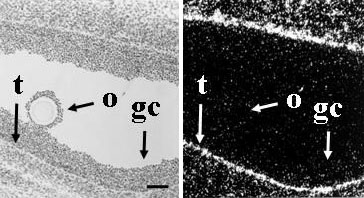
Ribonucleïnezuur, partikels zilver zijn rechts met donkerveldmicroscopie op te sporen, de punten in het donkere deel

Donkerveldmicroscopie is een vorm van microscopie waarbij het preparaat zodanig wordt belicht dat er geen ander licht dan van het preparaat zelf in het beeldveld kan komen. Men ziet het preparaat dus tegen een zwarte achtergrond. Het is op deze manier in principe mogelijk om partikels te zien die kleiner zijn dan theoretisch, ten opzichte van de golflengte van het gebruikte licht, mogelijk is met gewone belichting. Op dezelfde manier als waarop men 's nachts een ster kan zien, die zelfs met behulp van telescopen niet groter is dan een enkel punt, terwijl eenzelfde puntje, maar dan donker, bij nacht niet te zien zou zijn geweest, is het mogelijk losse details in het preparaat waar te nemen die met gewone belichting niet te zien zouden zijn geweest.
Om dit verschijnsel te illustreren kan het voorbeeld van een fotonegatief worden gebruikt. De normale manier om een fotonegatief te beoordelen, is het tegen een lichte achtergrond te houden. Waar het negatief donker is wordt het licht tegengehouden en waar het beeld doorzichtig is, daar is het licht. Men bekijkt het negatief of het preparaat dus zoals een arts een röntgenfoto bekijkt. Maar als er van schuin achter het negatief, of in de praktijk van een donkerveldmicroscoop het preparaat, met een bundel licht doorheen wordt geschenen zodanig dat het licht niet rechtstreeks in het oog valt, en er verder geen andere lichtbronnen aanwezig zijn, dan ziet men de donkere gedeelten oplichten door verstrooiing van het licht aan de zwarte korrels in het negatief, of aan de onregelmatigheden in het preparaat.
De loop van de lichtstralen is in de figuur weergegeven. Het licht komt van onder het beeldveld in, het oog bevindt zich aan de bovenkant en kijkt door het oculair naar beneden. Er bevinden zich twee lenzen in de microscoop, de condensor en het objectief. Bij gewone belichting is er geen ringvormige stop en zou het licht direct via de condensor, het preparaat en het objectief worden waargenomen. Dat deel blijft bij donkerveldmicroscopie daarentegen donker, omdat het licht op die plaats door de ringvormige stop wordt afgedekt. Alleen licht dat van buiten langs de ringvormige stop in het preparaat valt en naar de lens wordt verstrooid wordt waargenomen.
Bepaalde spirocheten, dunne, spiraalvormige bacteriën, zoals Treponema pallidum, de verwekker van syfilis, en Borrelia burgdorferi, de verwekker van lymeziekte, kunnen zo met een lichtmicroscoop toch worden waargenomen. Ze zijn anders bij normale belichting te dun om te zien.

## Principe
Het principe is dat het preparaat alleen door stralen wordt belicht, die zo scheef invallen dat zij bij ongehinderde doorgang het achterliggende objectief niet bereiken. Bij donkerveldmicroscopie wordt verhinderd dat licht dat ongehinderd door het preparaat is gepasseerd wordt waargenomen. Hoewel in moderne microscopen deze mogelijkheid om te filteren op een iets andere manier wordt bereikt, kan een donkerveld in principe al met een enkele lens worden bereikt.
Wanneer een preparaat met een evenwijdige bundel licht wordt doorschenen, verzamelt al het licht dat geen wisselwerking met het preparaat heeft ondergaan zich in het brandpunt van de lens. Licht dat wel wisselwerking, dat wil zeggen verstrooiing, ondergaat komt op andere punten van het brandvlak bijeen. Het is daarbij van groot belang hoe groot de strooiingshoek kan zijn die nog door de lens wordt opgevangen omdat de fijne details juist tot strooiing bij hoge hoeken leidt. Wanneer al het licht in het brandpunt wordt geblokkeerd, kan het andere licht in de rest van het brandvlak, dat met het preparaat in wisselwerking is getreden, tot het uiteindelijke beeld bijdragen.